# Le Japon Artistique

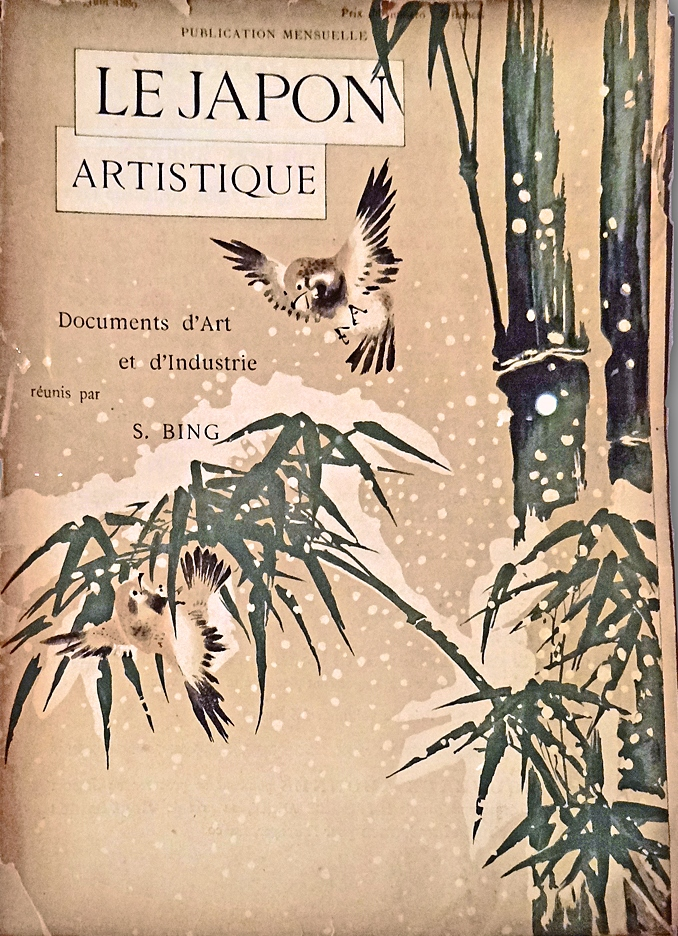
Portada de Le Japon Artistique

Le Japon Artistique subtitulado  documents d'art et d'industrie, fue una revista sobre arte japonés publicada por Samuel Bing, un especialista del japonismo de su tiempo.
El primer número se publicó el 1 de mayo de 1888. Con una periodicidad mensual y trilingüística (inglés, francés y alemán). La publicación dejó de editarse en 1891.
Esta revista fue particularmente apreciada por los artistas Nabis.